# Пищиківська сільська рада
Пищиківська сільська рада — до 2017 року орган місцевого самоврядування у Сквирському районі Київської області з адміністративним центром у с. Пищики.

## Населені пункти
Сільській раді підпорядковані населені пункти:
- с. Пищики
- с. Безугляки

## Склад ради
Рада складається з 16 депутатів та голови.

### Керівний склад ради
| ПІБ                        | Основні відомості                                                 | Дата обрання | Дата звільнення |
| -------------------------- | ----------------------------------------------------------------- | ------------ | --------------- |
| Сліпачук Валентин Іванович | Сільський голова, 1955 року народження, освіта, безпартійний      | 26.03.2006   | 31.10.2010      |
| Сліпачук Валентин Іванович | Сільський голова, 1955 року народження, освіта вища, безпартійний | 31.10.2010   | 28.11.2012      |
| Соловей Юрій Петрович      | Сільський голова, 1970 року народження, освіта вища, безпартійний | 02.06.2013   |                 |

Примітка: таблиця складена за даними джерела